# Radikal 148
Radikal 148 mit der Bedeutung „Horn, Ecke“ ist eines von 20 der 214 traditionellen Radikale der chinesischen Schrift, die mit sieben Strichen geschrieben werden. Mit 17 Zeichenverbindungen in Mathews’ Chinese-English Dictionary gibt es nur wenige Schriftzeichen, die unter diesem Radikal im Lexikon zu finden sind.
Die Orakelknochen-Form dieses Schriftzeichens zeigt ein Horn auf einem Tierkopf.
触 (= berühren, auf etwas stoßen) enthält als Lautträger 蜀 und 角 als Sinnträger für die Berührung bzw. das Auftreffen auf etwas. 解 (= trennen, lösen) enthält die Komponenten 刀 (= Messer), 牛 (= Rind) und 角 (= Horn). Das Messer (刀) vertritt heute jedoch zwei Hände, die in der Orakelknochen und Bronzeschriftform zu erkennen sind. Diese beiden Hände zerbrechen das Horn des Rindes (牛), das darunter steht. 解 ist also ein kombiniertes Zeichen.

## Schriftzeichenverbindungen, die vom Radikal 148 regiert werden
| Striche | Zeichen                    |
| ------- | -------------------------- |
| +0      | 角                         |
| +02     | 觓 觔                      |
| +04     | 觕 觖 觗 觘 觙             |
| +05     | 觚 觛 觜 觝 觞             |
| +06     | 觟 觠 觡 觢 解 觤 觥 触 觧 |
| +07     | 觨 觩 觪 觫                |
| +08     | 觬 觭 觮 觯                |
| +09     | 觰 觱                      |
| +10     | 觲 觳                      |
| +11     | 觴                         |
| +12     | 觵 觶                      |
| +13     | 觷 觸 觹                   |
| +14     | 觺                         |
| +15     | 觻 觼                      |
| +16     | 觽 觾                      |
| +18     | 觿                         |

 Im Unicodeblock Kangxi-Radikale ist das Radikal 148 unter der Codepointnummer 12.179 (U+2F93) codiert.